# Deresa Geleta
Deresa Geleta (né le 10 septembre 1996) est un coureur de fond éthiopien spécialisé dans le marathon.

## Biographie
Deresa Geleta est né le 10 septembre 1996.
Il remporte le marathon de Lagos (en) en 2022 et le marathon de Pékin en 2023.
Il remporte le marathon de Séville en 2024 avec un temps de 2:03:27, établissant ainsi son record personnel et devenant ainsi le 20e marathonien le plus rapide de l'histoire. Cela lui a également valu une qualification pour les Jeux olympiques d'été de 2024. 
Lors du marathon masculin aux Jeux olympiques de 2024, il se classe en 5ème position avec un temps de 2’07’’31. 